# NGC 3631
NGC 3631 este o interacțiune de galaxii situată în constelația Ursa Mare. A fost descoperită în 14 aprilie 1789 de către William Herschel. Se află la o distanță de 24,3 de megaparseci de Pământ.